# 西浅井郡

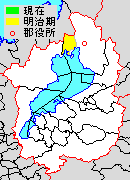
滋賀県西浅井郡の位置（黄：明治期）

西浅井郡（にしあざいぐん）は、滋賀県にあった郡。

## 郡域
1879年（明治12年）に行政区画として発足した当時の郡域は、長浜市の一部（西浅井町各町）にあたる。

## 歴史

### 郡発足までの沿革
- 「旧高旧領取調帳」に記載されている明治初年時点での、近江国浅井郡のうち後の本郡域の支配は以下の通り。幕府領は大津代官所が管轄。（19村）

| 知行         | 知行           | 村数 | 村名                                                                             |
| ------------ | -------------- | ---- | -------------------------------------------------------------------------------- |
| 藩領         | 三河吉田藩     | 10村 | 集福寺村、余村、横波村、塩津中村、野坂村、岩熊村、月出村、山田村、黒山村、山門村 |
| 藩領         | 大和郡山藩     | 4村  | 沓掛村、祝山村、塩津浜村、庄村                                                   |
| 藩領         | 近江膳所藩     | 2村  | 大浦村、菅浦村                                                                   |
| 藩領         | 吉田藩・郡山藩 | 1村  | 中村                                                                             |
| 幕府領・藩領 | 幕府領・吉田藩 | 2村  | 八田部村、小山村                                                                 |

- 慶応4年

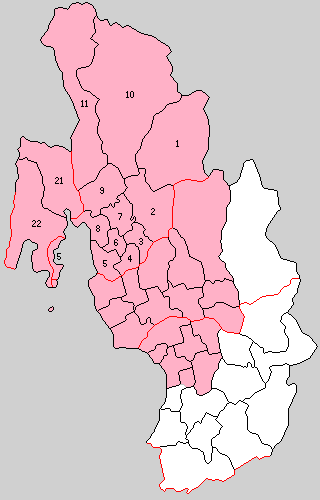
21.塩津村 22.永原村（赤：長浜市 1 - 11は伊香郡）

  - 3月7日（1868年3月30日） - 大津代官所に大津裁判所が設置され、幕府領を管轄。
  - 4月28日（1868年5月20日） - 大津裁判所の管轄地域が大津県の管轄となる。
- 明治2年
  - 6月19日（1869年7月27日） - 版籍奉還により、吉田藩が改称して豊橋藩となる。
- 明治4年
  - 7月14日（1871年8月29日） - 廃藩置県により、藩領が豊橋県、郡山県、膳所県の管轄となる。
  - 11月15日（1871年12月26日） - 第1次府県統合により、豊橋県の管轄地域が額田県の管轄となる。
  - 11月22日（1872年1月2日） - 第1次府県統合により、全域が長浜県の管轄となる。
- 明治5年
  - 2月27日（1872年4月4日） - 長浜県が改称して犬上県となる。
  - 9月28日（1872年10月30日） - 滋賀県の管轄となる。

### 郡発足以降の沿革
- 明治12年（1879年）5月16日 - 郡区町村編制法の滋賀県での施行により、浅井郡のうち19村の区域をもって行政区画としての西浅井郡が発足。「伊香・西浅井郡役所」が伊香郡木之本村に設置され、同郡とともに管轄。
- 明治22年（1889年）4月1日 - 町村制の施行により、以下の町村が発足。全域が現・長浜市。（2村）
  - 塩津村 ← 塩津浜村、岩熊村、祝山村、野坂村、塩津中村、余村、横波村、集福寺村、沓掛村
  - 永原村 ← 月出村、八田部村、山田村、小山村、大浦村、菅浦村、庄村、中村、山門村、黒山村
- 明治30年（1897年）4月1日 - 郡制の施行のため、伊香郡・西浅井郡の区域をもって、改めて伊香郡が発足。同日西浅井郡廃止。

## 行政
伊香・西浅井郡長
| 代 | 氏名 | 就任年月日                | 退任年月日                | 備考                             |
| -- | ---- | ------------------------- | ------------------------- | -------------------------------- |
| 1  |      | 明治12年（1879年）5月16日 |                           |                                  |
|    |      |                           | 明治31年（1898年）3月31日 | 伊香郡との合併により西浅井郡廃止 |